# Parafia św. Wawrzyńca w Rogóźnie
Parafia rzymskokatolicka w Rogóźnie została erygowana 8 czerwca 1922 r. przez ks. biskupa Leona Fulmana. Pierwszym administratorem i organizatorem parafii został mianowany ksiądz Feliks Kasprowicz. Początkowo w granicach parafii znalazły się miejscowości należące do parafii Łęczna, tj. Dratów, Dratów-Kolonia, Czarny Las, Kaniwola, Kobyłki, Piaseczno, Rozpłucie Drugie, Grabów, Uciekajka, Zielone (Kolonia Rogóźno). Na prośbę mieszkańców, 3 października tego samego roku na mocy dokumentu Stolicy Apostolskiej przyłączono do obszaru parafii wioski: Krasne z przysiółkami Kosów, Krzywe, Ryczka oraz Kolonia Krasne – należące wcześniej do parafii Ostrów. W 1927 r., na mocy dekretu biskupa została przyłączona miejscowość Krzczeń, należąca do parafii Kijany. Na dzień 23 grudnia 1922 r. parafia Rogóźno liczyła 2700 wiernych.

## Historia parafii
Pod koniec XIX wieku teren obecnej parafii i całego Polesia Lubelskiego był zamieszkany w większości przez ludność ruską wyznania greckokatolickiego, która od XVIII wieku posiadała w Dratowie swoją cerkiew. Nad jeziorem Rogóźno powstały zabudowania folwarku należącego do spolonizowanego ewangelika – Jana Blocha – właściciela Łęcznej oraz części lasów dratowskich. W dobie nasilenia rusyfikacji, na mocy ukazu carskiego, ponad 300 mórg ziemi należących do folwarku rozparcelowano pomiędzy wyznawców prawosławia a do budynków folwarcznych sprowadzono w 1911 r. mnichów prawosławnych z klasztoru w Jabłecznej, którzy przebudowali dawny spichlerz i zaadaptowali go na kaplicę. W przyszłości miał tu powstać nowy klasztor prawosławny. Jednak zaraz po wybuchu I wojny światowej mnisi uciekli w głąb Rosji, a majątek został rozgrabiony przez miejscową ludność.

21 maja 1919 roku (po odzyskaniu niepodległości) z inicjatywy przyszłych parafian, zostało wystosowane pismo do władz cywilnych w Lublinie oraz do Konsystorza Diecezji Lubelskiej, z prośbą o utworzenie nowej parafii rzymskokatolickiej z siedzibą w Dratowie (wykorzystując budynki parafii prawosławnej). Wyznawcom prawosławia proponowano kaplicę cerkiewną w Rogóźnie, w której do 1915 roku gromadzili się mnisi prawosławni. Propozycja ta była umotywowana znacznie większą na tym terenie liczbą rodzin katolickich niż prawosławnych, które mogłyby gromadzić się w niewielkiej kaplicy w Rogóźnie lub dojeżdżać do kaplicy w Syczynie. Miejscowa ludność popierając tę prośbę złożyła 300 podpisów, natomiast ówczesny dziekan dekanatu Łęczna – ks. Wacław Krasucki przekazał je do Kurii, która prośbę mieszkańców popartą przez dziekana przekazała do Departamentu Wyznań Religijnych w Warszawie.

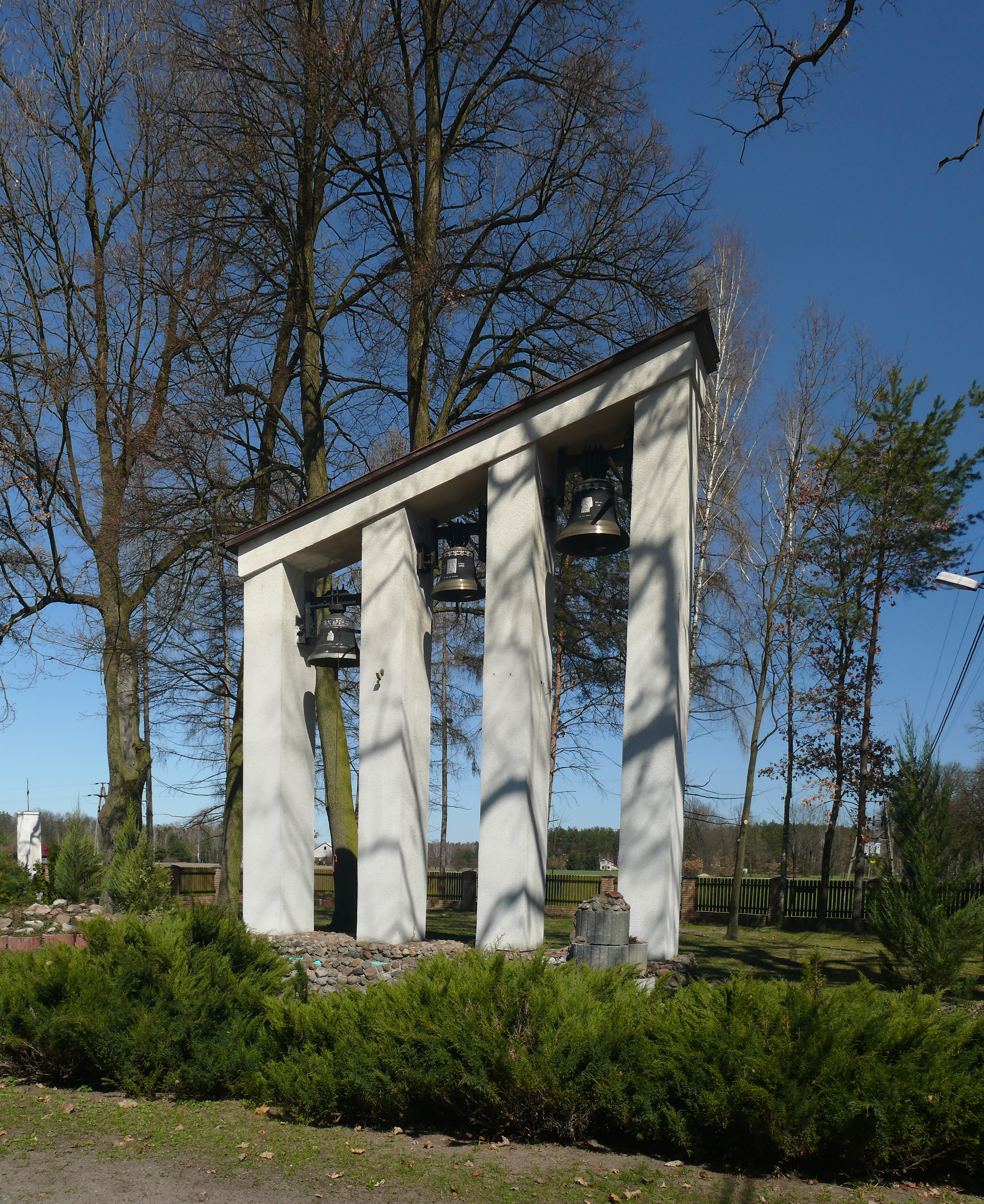
nowa dzwonnica

7 czerwca 1920 r. Ministerstwo ds. Wyznań Religijnych i Oświecenia Publicznego wydało orzeczenie, którym zezwolono na tymczasowe przekazanie kaplicy w Rogóźnie na potrzeby parafii rzymskokatolickiej, a cerkiew w Dratowie pozostała filią parafii w Syczynie. Natychmiast wybrano dozór parafialny, który zajął się adaptacją kaplicy na potrzeby nowej parafii. Kościół parafialny został poświęcony 23 lipca 1922 r.
9 lipca 1940 r. Niemcy, za namową nacjonalistów ukraińskich, zamordowali w pobliskim lesie pierwszego proboszcza – ks. Feliksa Kasprowicza, a kościół oddali prawosławnym. Nabożeństwa odbywały się wtedy na plebanii, a duszpasterzem był franciszkanin o. Tymoteusz. Po roku Niemcy zezwolili na ponowne funkcjonowanie parafii. Proboszczem został ks. Stanisław Wolski, a od 1943 r. ks. Stanisław Sawicki. Ciało pierwszego proboszcza zostało przeniesione uroczyście na cmentarz 8 listopada 1944 r., a w miejscu jego tragicznej śmierci postawiono krzyż oraz tablicę informacyjną.

## Ważniejsze daty
- 1922 – adaptacja zniszczonej kaplicy prawosławnej do użytku religijnego (wymiana pokrycia dachowego, dobudowanie kruchty i zakrystii oraz wieżyczki z sygnaturką),
- 1953 – rozpoczęcie budowy domu, służącego jako mieszkanie organisty i kościelnego,
- 1967 – umieszczenie w głównym ołtarzu obrazu Matki Bożej Nieustającej Pomocy (pędzla Łucji Bałzukiewiczowej),
- 1967–1972 – generalny remont całej świątyni (m.in. zakrycie dolnej partii okien, oszalowanie budynku kościoła z zewnątrz, wymiana belek i sufitu),
- 1983 – rozpoczęcie budowy nowego kościoła,
- 1990 – poświęcenie w dniu patrona parafii (10 sierpnia) nowego budynku kościoła przez ks. biskupa Bolesława Pylaka,
- 1998 – budowa murowanej dzwonnicy,
- 2005 – wykonanie ołtarza w nawie głównej,

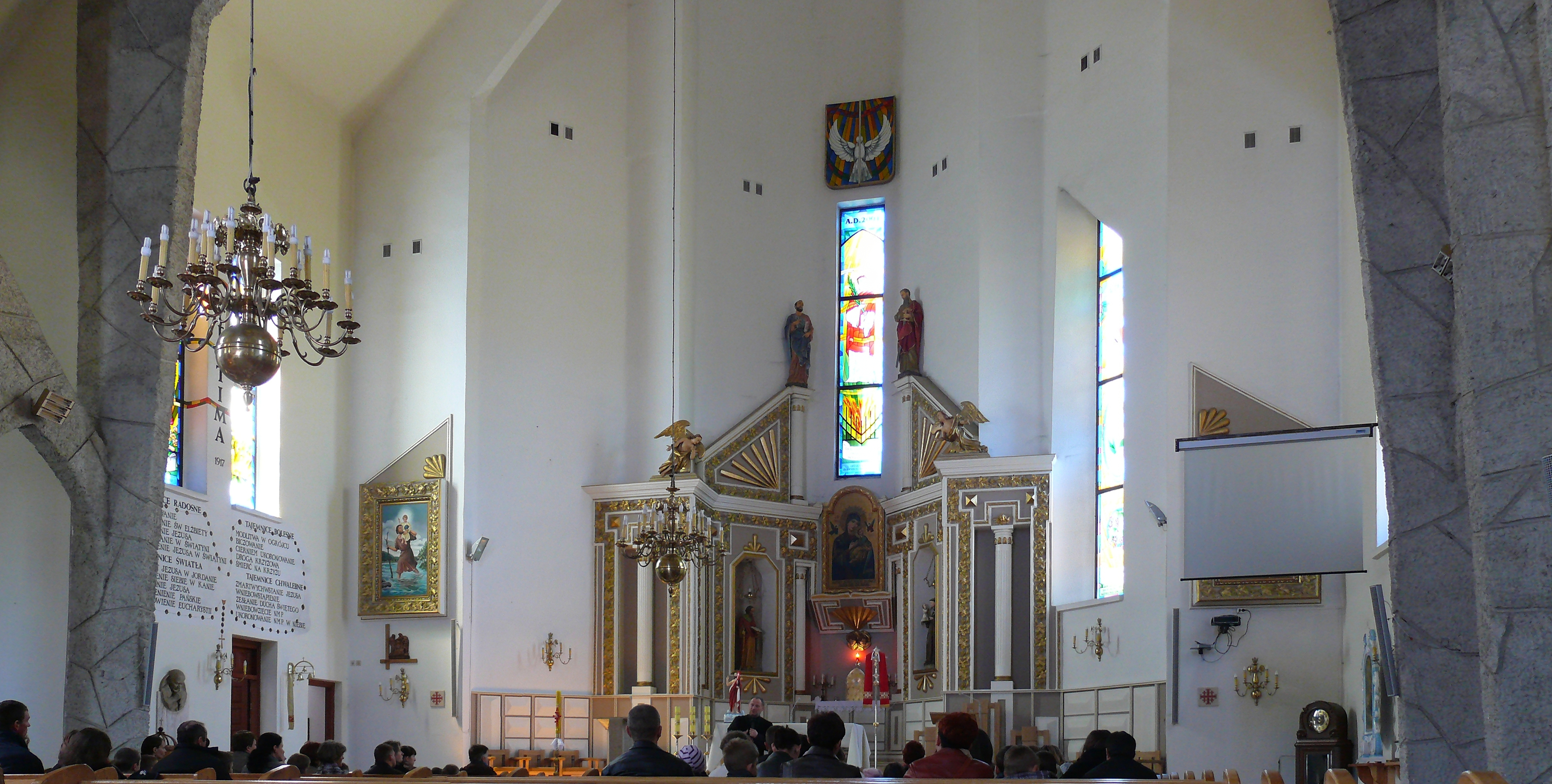
panorama ołtarza

## Proboszczowie parafii w czasach powojennych
- Władysław Majkowski – (1946–1947),
- Józef Terebus – (1947–1955),
- Władysław Taradyś – (1955–1960),
- Eugeniusz Wiszniewski – (1960–1966),
- Jan Chudzik – (1966–2000),
- Krzysztof Marzycki – (2000–2010),
- Waldemar Taracha (2010 – ).

## Powołania z terenu parafii
- Ks. Stanisław Słowik
- Ks. Andrzej Koziej